# Napoleon (Kartenspiel)

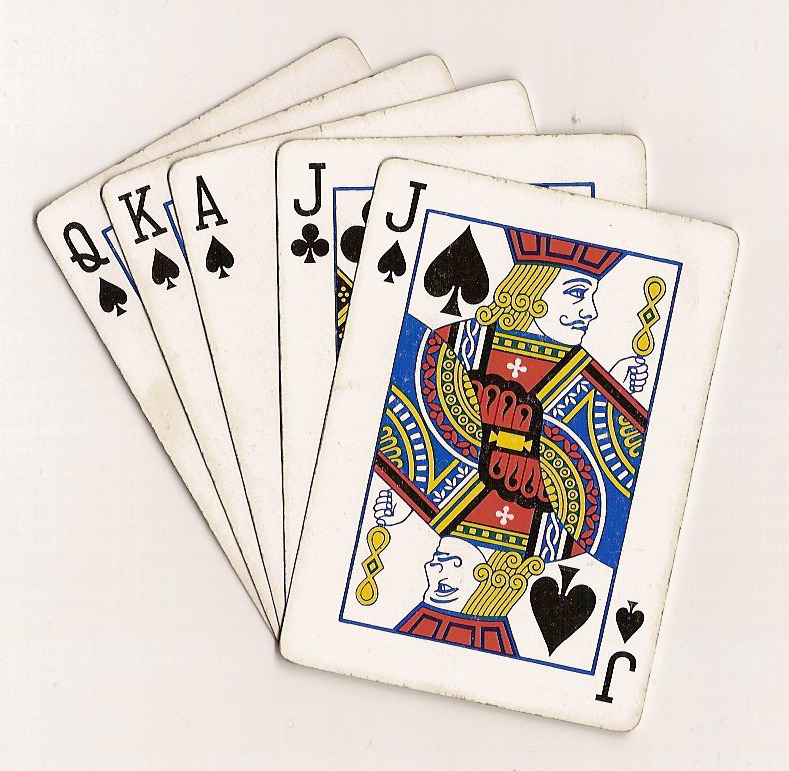
Ein starkes Blatt, aber für eine Ansage von "Nap" riskant

Napoleon, meistens unter der Kurzform Nap bekannt, ist ein Kartenspiel, das aller Wahrscheinlichkeit nach vom Whist stammt. Ob es nach Napoleon I. oder Napoleon III. benannt ist, bleibt unklar, jedoch deuten die Namen der Reizstufen auf den Ersteren hin (vgl. Schlacht bei Waterloo). Das Spiel ähnelt dem norddeutschen Fipsen.

## Geschichte
Die Regeln für das Napoleon, „ein sehr temperamentvolles und interessantes Spiel“, wurden erstmals 1875 in England von Heather veröffentlicht. Ein weiteres, kürzeres Regelwerk erschien 1882 und wurde als „vergleichsweise neu“, aber „außerordentlich interessant“ und als „lebhaftes und mitreißendes Gesellschaftsspiel“ beschrieben. Eine Abhandlung aus dem Jahr 1884 behauptet jedoch, dass Napoleon zwar „weder neu noch unbekannt“, seine „Popularität jedoch unerreicht“ sei, da es von „Zehntausenden gespielt und dennoch nicht chronologisch erwähnt“ werde. Der Amerikaner Hoyle behauptet 1885, es handele sich um eine französische Abwandlung von Euchre, aber es gibt keine Beweise in der französischen Literatur dafür. Hoffmann führt in einem sehr ausführlichen Bericht aus dem Jahr 1889 eine Reihe von Variationen ein, darunter die höhere Ansage „Wellington“ und die Ansage „Misery“ (d. h. Bettel), bei der alle Stiche verloren gehen und die zwischen drei und vier Stichen liegt. Im selben Jahr wird es in der französischen Die Revue Britannique bezeichnete Napoleon als „auf beiden Seiten des Atlantiks sehr beliebt“.
Bis 1897 war Napoleon zum englischen Nationalkartenspiel geworden. Foster schrieb, dass „nur wenige Spiele in so kurzer Zeit so bekannt geworden sind oder in allen Gesellschaftsschichten so beliebt waren“.
Bis 1982 wurde dieses englische Mitglied der Ecarté-Familie weithin in Pubs gespielt, obwohl dies, wie Pennycook betont, technisch gesehen illegal war, wenn um Geld gespielt wurde und der Wirt keine Lizenz beantragt hatte. Lange Zeit war Nap Großbritanniens nationales Fünf-Karten-Spiel. und obwohl seine Popularität abgenommen hat, wird es immer noch in Teilen Südenglands (z. B. Dorset, Sussex, Buckinghamshire und Berkshire) und in Strathclyde, Schottland, gespielt.

## Spielablauf
Es wird mit 52 französischen Karten gespielt.
Jeder der zwei bis maximal sieben Spieler erhält einzeln fünf Karten. Das As ist die höchste Karte, danach folgt der König. Niedrigste Karte ist die zwei.
Jeder prüft nun sein Blatt und nennt in einer Reizrunde sein höchstes Spiel, das er sich zutraut.
Die Reizstufen sind wie folgt:
- Zwei (zweifacher Grundeinsatz, zwei Stiche sind zu machen)
- Drei (dreifacher Grundeinsatz, drei Stiche sind zu machen)
- Misere (dreifacher Grundeinsatz, kein Stich ist zu machen)
- Vier (vierfacher Grundeinsatz, vier Stiche sind zu machen)
- Nap (fünffacher Grundeinsatz, fünf Stiche sind zu machen)
- Wellington (zehnfacher Grundeinsatz, fünf Stiche sind zu machen)
- Blücher (zwanzigfacher Grundeinsatz, fünf Stiche sind zu machen)

Der Spieler mit dem höchsten Gebot kommt heraus. Besonderheit dabei ist, dass er mit seiner Eröffnungskarte automatisch die Trumpffarbe bestimmt. Bei Misere gibt es keinen Trumpf.
Wellington ist schwerer als Nap zu spielen, da hier mit dem kleinsten Trumpf begonnen werden muss.
Bei Blücher muss die Trumpffarbe mündlich genannt werden, da die erste gespielte Karte die niederste Fehlfarbenkarte sein muss.
Farbe ist zu bekennen, aber es gibt keinen Trumpfzwang oder Stichzwang.
Der erfolgreiche Alleinspieler erhält von allen anderen Spielern den Wert der Ansage. Bei Verlust zahlt er jedem Gegner diesen Wert.

## Varianten
Ein Joker kann dem Spiel als allerhöchster Trumpf beigegeben werden. Auch beim eigentlich trumpffreien Misere, bleibt er aber als einzige Trumpfkarte im Spiel.

## Rezeption
In Jack Londons „Der Seewolf“ gewinnt Wolf Larsen vom Koch Mugridge beim Nap die gesamte Geldsumme, die dieser zuvor Humphrey van Weyden gestohlen hat.

„«So, du kannst Nap spielen!» sagte Wolf Larsen vergnügt. «Ich hätte es mir denken können, dass ein Engländer das Spiel kennt. Ich hab' es selbst auf englischen Schiffen gelernt.»“